# غرق شدن فرابر در موصل (۲۰۱۹)
در ۲۱ مارس ۲۰۱۹، یک فرابر حامل مسافر در رود دجله در نزدیکی موصل واژگون شده و غرق گشت و باعث مرگ دست‌کم ۹۲ نفر شد که حداقل ۱۲ نفرشان کودک بودند. دلیل واژگونی، تجمع بیش از حد جمعیت روی عرشه کشتی و بالا بودن سطح آب دریا در دجله اعلام شده‌است. خیلی از مسافران در حال جشن گرفتن فرارسیدن سال نو بودند. بر اساس منابع دولتی عراق، ۵۵ مسافر نجات داده شده‌اند. اغلب کشته شدگان این کشتی، زنان و کودکانی بودند که نمی‌توانستند شنا کنند.